# Sertularia brunnea
Sertularia brunnea är en nässeldjursart som först beskrevs av Eberhard Stechow 1923.  Sertularia brunnea ingår i släktet Sertularia och familjen Sertulariidae. Inga underarter finns listade i Catalogue of Life.